# Separatismo eclesiástico
Los grupos separatistas eclesiásticos son grupos cuyos miembros creen que no deberían interactuar con nadie excepto con sus correligionarios, por ello tienden a quebrarse y formar sectas. El separatismo religioso ha llegado a ser un rasgo particular de algunas iglesias protestantes en las cuales el gobierno eclesiástico y la autoridad teológica residen a nivel congregacional local. Se puede comparar el paisaje religioso de la Europa del siglo XV con el de América del Norte en el siglo XX.
En los siglos XVI y XVII, los Puritanos separatistas propugnaban su secesión de la Iglesia de Inglaterra. Estas personas fueron denominados disidentes.
El separatismo eclesiástico ha estado asociado con el fundamentalismo cristiano, y estos desprendimientos se han debido principalmente a lo que perciben es un liberalismo teológico. A menudo han ido de la mano con negarse a mantener una relación con la denominación religiosa principal o hermandad cristiana con sus miembros. George Marsden destaca que Arno C. Gaebelein fue uno de los primeros líderes fundamentalistas que abogó por la separación religiosa en una conferencia en 1914. Gaebelein había dejado la Iglesia Episcopal Metodista en 1899. Para Carl McIntire durante las décadas de 1930 y 1940, separación significaba apartarse de las denominaciones liberales (creó la Iglesia Presbiteriana Bíblica) y de organizaciones tales como el Consejo Nacional de Iglesias (él fundó la asociación rival Consejo Americano de Iglesias cristianas). McIntire también se separó de los grupos evangélicos, tales como los Asociación Nacional de Evangélicos, de los cuales creía que se habían comprometido con el liberalismo del Consejo Nacional de Iglesias.
En el fundamentalismo, el separatismo eclesiástico se encuentra muy vinculado con la doctrina de separación, en la cual los cristianos son alentados a separarse en forma personal del mundo. A menudo ello se basa en la interpretación de la Segunda epístola a los corintios 6:17: "Por lo cual, Salid de en medio de ellos, y apartaos, dice el Señor, Y no toquéis lo inmundo; Y yo os recibiré". Dennis Costella basa sus ideas de separación en la sacralidad de Dios, y sostiene que ello requiere no solo el "apartarse del cristianismo apóstata falso", sino también "apartarse de los hermanos desobedientes". La "negativa a asociarse con grupos que adhieren a creencias doctrinarias o prácticas cuestionables" es denominada "separación de primer grado", mientras que "la separación de segundo grado" hace referencia a "evitar asociarse o identificarse con grupos o individuos que no practican la separación de primer grado."
A comienzos del siglo XXI existen numerosas denominaciones y grupos separatistas. Por ejemplo, la Escuela de Teología Bíblica cree "es el principio de separación bíblica el cual conduce al individuo y a la iglesia hacia la santidad, separándose de Dios y del mundo." Su testamento de fe sostiene que "la separación eclesiástica significa rechazar toda hermandad con organizaciones que niegan las verdades cardinales de la Escritura sea de palabra o mediante sus acciones".
Peter Masters lamenta que la "separación bíblica de la herejía y apostatía denominacional (que en la actualidad incluye la inmoralidad homosexual) ya no es ampliamente abrazado por los evangélicos." Masters sostiene que ello "ha resultado en un evangelismo debilitado, mundano y psicológico en Gran Bretaña." La congregación de Masters, el Tabernáculo Metropolitano en Londres, se escindió de la Unión Bautista de Gran Bretaña in 1971.